# Том Турессон
Том Турессон (швед. Tom Turesson, 17 травня 1942 — 13 грудня 2004) — шведський футболіст, що грав на позиції нападника. По завершенні ігрової кар'єри — тренер.
Виступав за клуби «Гаммарбю» та «Брюгге», а також національну збірну Швеції, у складі якої був учасником чемпіонату світу 1966 року.

## Клубна кар'єра
Народившись в селищі Естервола, Турессон виріс у селі Вендель в окрузі Уппланд, де і почав грати у футбол у місцевому клубі «Рекс» ще в юнацькому віці, зацікавивши вищолігові команди «Юргорден» та «Гаммарбю». Турессон вирішив приєднатися до останнього після успішно пройденого перегляду, де він вразив менеджера Фольке Адамссона.
24 вересня 1961 року Турессон забив гол у своєму дебютному матчі за першу команду «Гаммарбю» в Аллсвенскан у віці 19 років у гостьовій грі проти «Ергрюте». З наступного року Том увірвався у основний склад, зігравши всі 22 поєдинки сезону 1962 року. Однак Тюрессон не зміг врятувати клуб від вильоту в 1963 році, незважаючи на те, що забив 7 голів у 20 матчах чемпіонату.
У 1964 році в «Гаммарбю» перейшов Леннарт Скоглунд після тривалих виступів в італійській Серії А, створивши яскравий дует з Турессоном і вигравши Дивізіон 2. Футболісти виступали на кожному фланзі поля як вінгери і команда забила 80 голів лише в 22 поєдинках. Втім у вищому дивізіоні сезону 1965 року «Гаммарбю» посів передостаннє 10 місце і вилетів знову до вищого дивізіону, хоча Турессон був визнаний найкращим правим вінгером у всій лізі провідним спортивним журналом Швеції Idrottsbladet.
Повернувшись до другого дивізіону в 1966 році, Турессон вирішив залишитися з «Гаммарбю» і ще раз допоміг команді з першої спроби повернутись в еліту. Втім і цього разу історія повторилася, коли клуб вчергове вилетів з Аллсвенскан в 1967 році, після чого Турессон почав шукати варіанти для переїзду за кордон, щоб грати на професіональному рівні і підписав дворічний контракт з бельгійським «Брюгге» влітку 1968 року, де став виступати разом із своїм співвітчизником Куртом Аксельссоном.
У Бельгії Турессон в сезоні 1968/69 років був основним гравцем, забивши 7 голів у 22 матчах ліги, а клуб фінішував 5-м у таблиці  , але у своєму другому сезоні в клубі втратив місце регулярного гравця, програвши конкуренцію нідерландцю Робу Ренсенбрінку і виступив лише в 10 поєдинках чемпіонату. Тим не менш Турессон зіграв головну роль, коли «Брюгге» виграв Кубок Бельгії в 1970 році, забивши чотири голи в п'яти іграх протягом усього турніру.
Коли влітку 1970 року у Турессона закінчився контракт із «Брюгге», він вирішив повернутися в «Гаммарбю» замість того, щоб продовжувати кар'єру за кордоном. Клуб посідав останнє місце в таблиці після восьми турів, коли Том прибув до команди у липні, але вінгер допоміг команді пройти практично без поразок протягом решти кампанії, врешті-решт зайнявши 5 місце в таблиці .
У період з 1971 по 1974 рік «Гаммарбю» постійно фінішував у середині таблиці, не борючись за серйозні результати, а досвідчений Турессон розглядався як найважливіший гравець клубу. У 1975 році новий головний тренер клубу Бйорн Боллінг вирішив змінити позицію Турессона і перевів його на місце ліберо, що виявилося дуже успішним . Наприкінці 1976 року, у віці 36 років, Турессон пішов з футболу. Загалом він провів 282 матчі в чемпіонаті за «Гаммарбю» і забив 88 голів. У 2004 році Турессон був включений до топ-15 найкращих гравців клубу за всю його історію.

## Виступи за збірну
16 вересня 1962 року дебютував в офіційних матчах у складі національної збірної Швеції у виїзній товариській зустрічі проти Норвегії (1:2).
З 1966 року став основним гравцем збірної, після того, як 18 вересня забив хет-трик у матчі проти Норвегії, який Швеція виграла 4:2 після поразки 0:2 у першому таймі. Після цього Турессон взяв участь у п'яти з шести відбіркових ігор до Євро-1968, але Швеція не змогла пройти кваліфікацію до головного турніру континенту.
Натомість збірній вдалося кваліфікуватись на чемпіонат світу 1970 року у Мексиці, де Том зіграв у двох матчах і у грі проти збірної Ізраїлю (1:1) відзначився голом, втім Швеція вибула після групового етапу.
Загалом протягом кар'єри у національній команді, яка тривала 10 років, провів у її формі 22 матчі, забивши 9 голів.

## Кар'єра тренера
Турессон повернувся до «Гаммарбю» в 1978 році, через два сезони після завершення кар'єри, і був призначений новим головним тренером клубу. За підсумками сезону 1978 року команда 9 місце в таблиці, після чого в кінці року Турессона на посаді тренера змінив Бенгт Густавссон.

## Особисте життя
Його син, Томас Турессон, також став футболістом і виступав за «Гаммарбю» з 1983 по 1990 рік.
Помер Том Турессон 13 грудня 2004 року на 63-му році життя через хронічну хворобу нирок.

## Титули і досягнення
- Володар Кубка Бельгії (1):

«Брюгге»: 1969—70